# Franse parlementsverkiezingen 1876

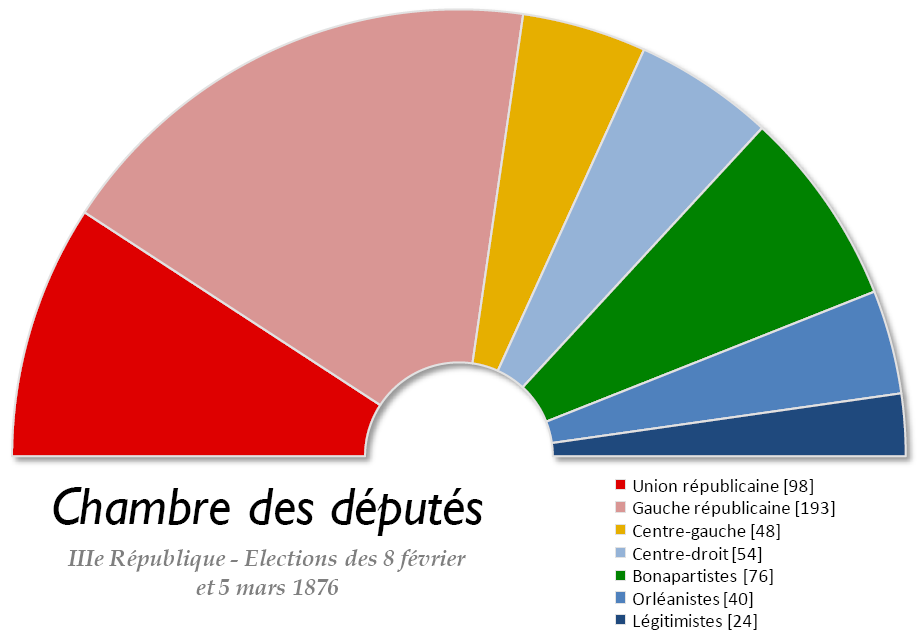
Verkiezingsuitslag

Op 20 februari en 5 maart 1876 vonden er in Frankrijk parlementsverkiezingen plaats. 75,90% Van de kiesgerechtigden bracht zijn stem uit. De verkiezingen werden overtuigend gewonnen door de republikeinse partijen. De monarchistische partijen verloren, behalve de Bonapartisten, flink. Deze laatste partij boekte echter een winst ten opzichte van de parlementsverkiezingen van 1871.

## Uitslag
| Politieke stroming/partij | zetels |
| ------------------------- | ------ |
| Linkse Republikeinen      | 193    |
| Republikeinse Unie        | 98     |
| Bonapartisten             | 76     |
| Orléanisten               | 40     |
| Legitimisten              | 24     |
| Constitutionalisten       | 22     |
| Gematigde Republikeinen   | 17     |
| Overigen                  | 15     |